# Pozor na Harryho
Pozor na Harryho (v anglickém originále Deconstructing Harry) je americká filmová komedie z roku 1997. Režisérem filmu je Woody Allen. Hlavní role ve filmu ztvárnili Woody Allen, Richard Benjamin, Kirstie Alleyová, Billy Crystal a Judy Davisová.

## Ocenění
Woody Allen byl za scénář k tomuto filmu nominován na Oscara.

## Obsazení
| Woody Allen        | Harry Block     |
| Richard Benjamin   | Ken             |
| Kirstie Alleyová   | Joan            |
| Billy Crystal      | Larry/ďábel     |
| Judy Davisová      | Lucy            |
| Bob Balaban        | Richard         |
| Elisabeth Shue     | Fay             |
| Tobey Maguire      | Harvey Stern    |
| Jennifer Garnerová | žena ve výtahu  |
| Paul Giamatti      | profesor Abbott |
| Stanley Tucci      | Paul Epstein    |
| Robin Williams     | Mel             |
| Demi Moore         | Helen           |